# 煽動者 (電影)
《煽動者》（英語：Firebrand）是一部2023年英國時代劇情片，由凱里·阿努茲執導，亨麗愛塔·阿什沃特（Henrietta Ashworth）和潔西卡·阿什沃斯（Jessica Ashworth）編劇，艾莉西亞·薇坎德、裘德·洛、艾迪·馬森、山姆·萊利及西蒙·羅素·畢爾主演。電影改編自伊麗莎白·弗里曼特爾的2013年小說《女王的棄兵》（Queen's Gambit），聚焦於英國女王兼亨利八世的妻子兼遺孀凱瑟琳·帕爾的故事。
《煽動者》2023年5月21日在第76屆坎城影展首映，並入選角逐金棕櫚獎；2024年9月6日在英國上映。

## 外部連結
- 官方网站
- 互联网电影数据库（IMDb）上《煽動者》的资料（英文）